# Maape
Maape – wieś w Botswanie w dystrykcie Central. Według spisu ludności z 2011 roku wieś liczyła 1319 mieszkańców.